# جورجينيو بوتيناتا
جورجينيو بوتيناتا (Jorginho Putinatti) (23 أغسطس 1959 في ماريليا في البرازيل – )؛ هو لاعب كرة قدم سابق كان يلعب كلاعب وسط. يلعب مع منتخب البرازيل لكرة القدم منذ عام 1983.

## وصلات خارجية
- جورجينيو بوتيناتا على موقع رابطة كرة القدم اليابانية للمحترفين (اليابانية)
- جورجينيو بوتيناتا على موقع ناشيونال فوتبول تيمز (الإنجليزية)
- جورجينيو بوتيناتا على موقع عالم كرة القدم.نت (الإنجليزية)

- National Football Teams